# Komárov (Dolní Roveň)
Komárov je vesnice a část obce Dolní Roveň v okrese Pardubice. Nachází se na severozápadě Dolní Rovně, při pravém břehu potoka Lodrantky. Prochází zde silnice II/322. Komárov leží v katastrálním území Komárov u Holic o rozloze 5,77 km².

## Historie
První písemná zmínka o vesnici pochází z roku 1357.

## Pamětihodnosti
- Kostel svatých Petra a Pavla
- Socha svatého Jana Nepomuckého
- Stodola u čp. 7 (již neexistuje, byla zbourána)
- Do komárovského katastrálního území zasahuje část ptačí oblasti Komárov.

## Fotogalerie

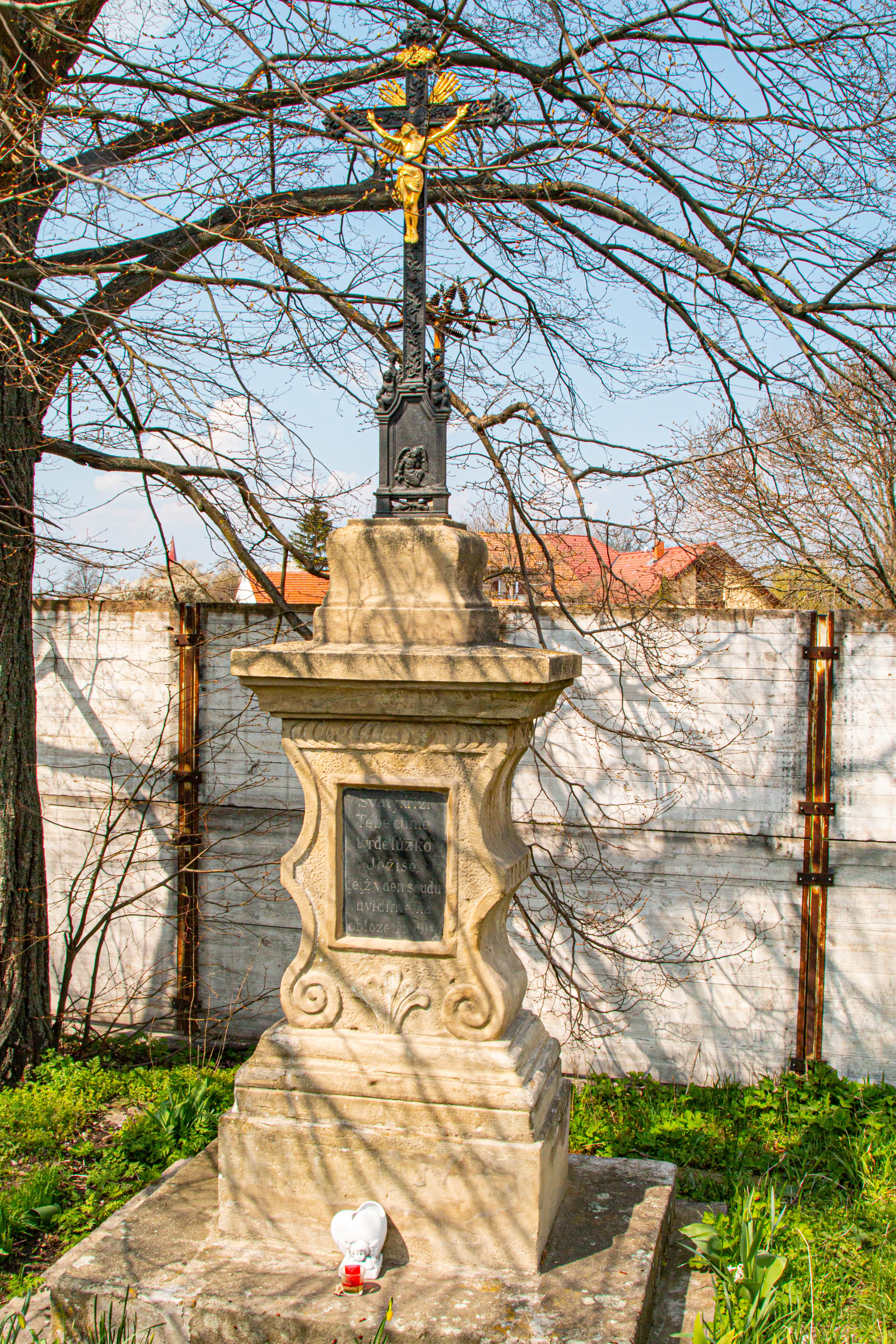
Křížek
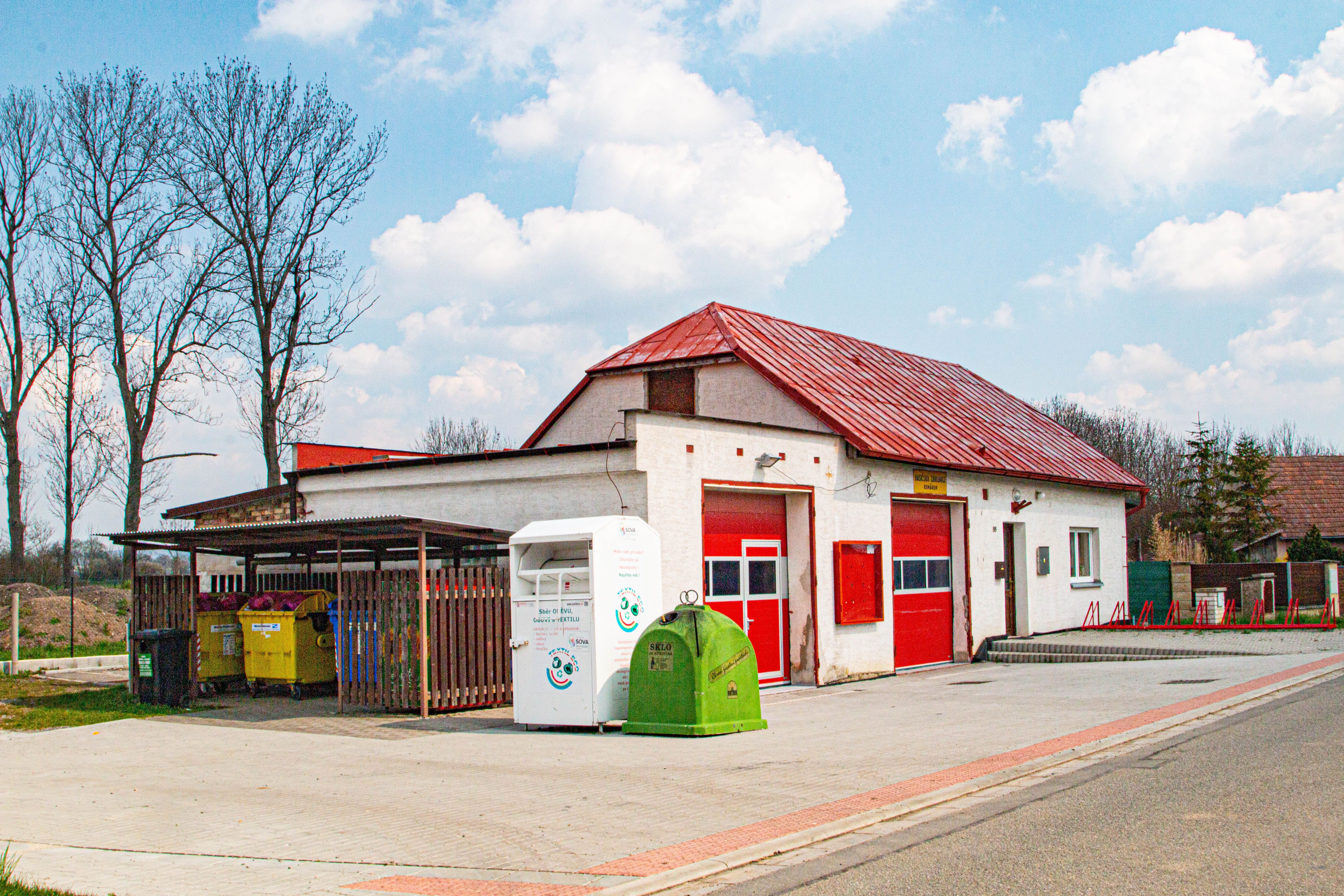
Hasičská zbrojnice
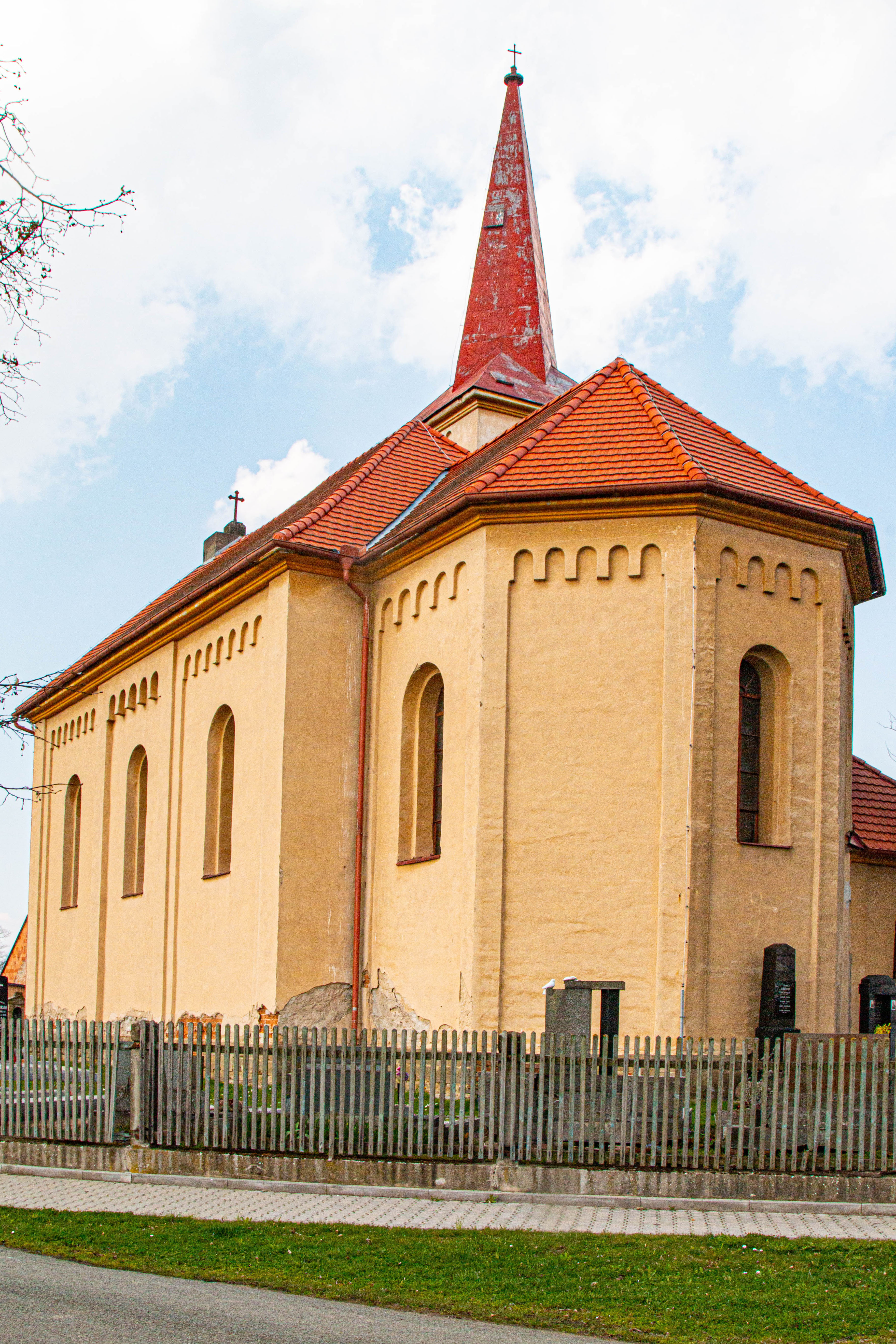
Kostel svatého Petra a Pavla
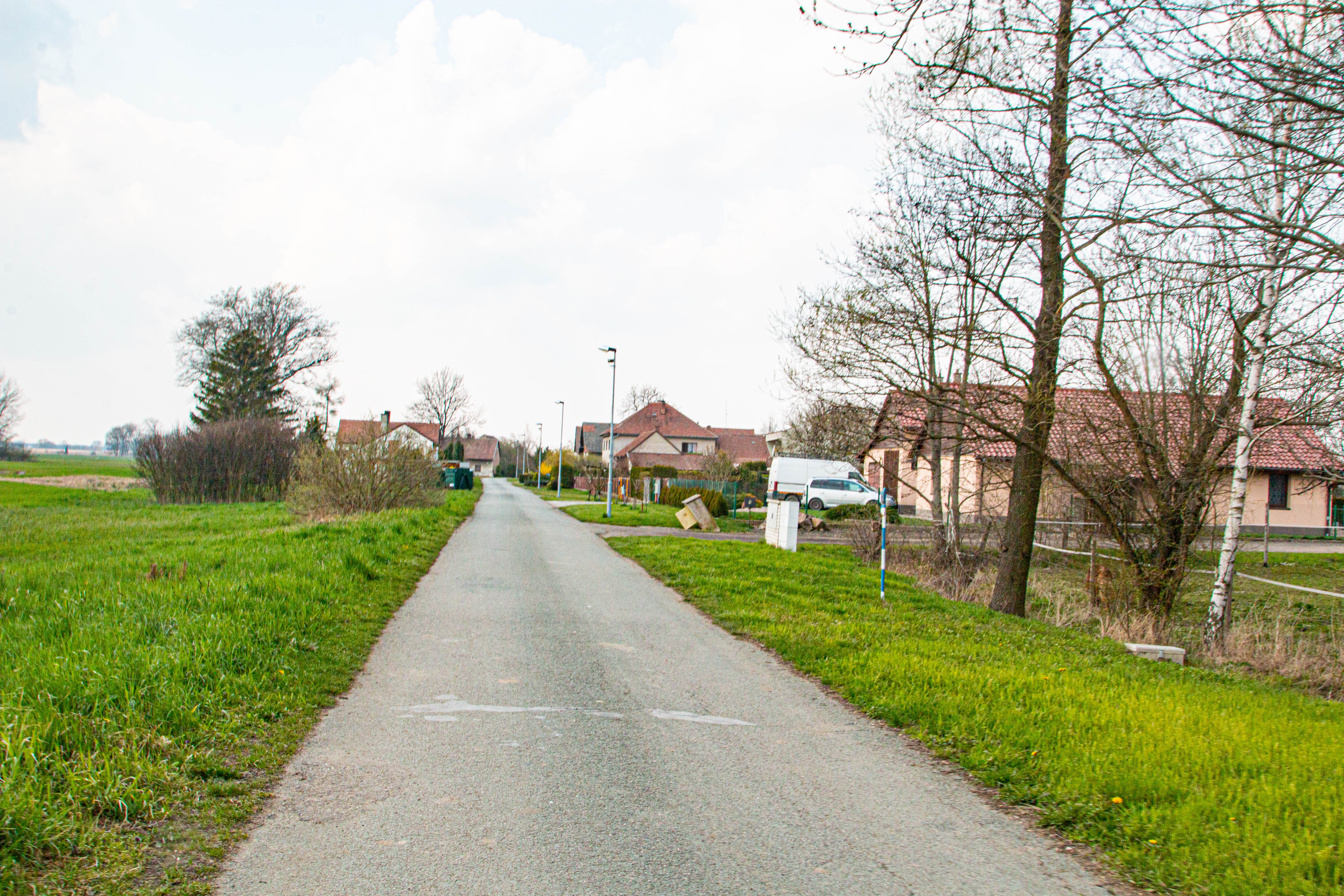
Ulice Ke kostelu